# Esquay-Notre-Dame
Esquay-Notre-Dame település Franciaországban, Calvados megyében. Lakosainak száma 1447 fő (2022. január 1.). Esquay-Notre-Dame Avenay, Baron-sur-Odon, Évrecy, Gavrus és Vieux községekkel határos.

## Népesség
A település népességének változása:
| Lakosok száma | 290  | 571  | 728  | 1216 | 1438 | 1438 | 1433 | 1431 | 1436 | 1447 |
|               | 1968 | 1982 | 1990 | 2006 | 2013 | 2015 | 2017 | 2019 | 2020 | 2022 |